# Vladimír Coufal
Vladimír Coufal (Ludgeřovice, 1992. augusztus 22. –) cseh labdarúgó, a Bundesligában szereplő TSG 1899 Hoffenheim és a cseh válogatott hátvédjeként játszik.

## Pályafutása

### Klubcsapatokban
Coufal a Baník Ostrava akadémiáján nevelkedett, felnőtt labdarúgó-pályafutását előbb a Bílovec csapatánál kezdte meg, majd csatlakozott a cseh másodosztályú Hlučín csapatához. 2012-ben leigazolta őt az élvonabeli Slovan Liberec csapata; a  cseh élvonalban 2012. november 23-án mutatkozott be egy Dukla Praha elleni mérkőzésen. 2018 és 2020 között a szintén cseh élvonalbeli Slavia Praha csapatában futballozott; hatvanöt bajnoki mérkőzésen hat gólt szerzett, háromszor lett cseh bajnok és egyszer kupagyőztes. 2020-ban szerződtette őt a Premier League-ben szereplő West Ham United csapata, ahol 2023-ban UEFA Európa Konferencia Liga-győztes lett. 2025. május 9-én bejelentették, hogy a 2024–25-ös szezon végén távozik a klubtól. Augusztus 5-én aláírt a német TSG 1899 Hoffenheim csapatához.

### Válogatott
Többszörös cseh válogatott, a cseh labdarúgó-válogatottban 2017. november 11-én debütált egy Katar elleni barátságos mérkőzésen. 2024. május 28-án Ivan Hašek meghívta a 2024-es labdarúgó-Európa-bajnokságra utazó válogatott keretbe.

## Sikerei, díjai
Slavia Praha
- Cseh első osztály bajnok: 2018–2019, 2019–2020, 2020–2021
- Cseh labdarúgókupa győztes: 2018–2019

West Ham United
- UEFA Konferencia Liga győztes: 2022–23[8]